# Territoris Britànics d'Ultramar

Localització dels Territoris Britànics d'Ultramar

S'anomena Territori Britànic d'Ultramar (British Overseas Territory, en anglès) la circumscripció controlada i sota sobirania del Regne Unit. Tanmateix, aquests territoris no formen part del Regne Unit com ho pot ser Gran Bretanya o Irlanda del Nord.
Cal distingir aquests territoris de les dependències de la Corona —Illes Anglonormandes (Jersei i Guernsey) i Illa de Man—, que tenen un estatus diferent pel que fa al Regne Unit. Tampoc s'han de confondre amb els regnes de la Commonwealth. Avui dia els territoris dependents no són administrats directament pel Regne Unit, sinó que tenen el seu propi govern que les administra, i el Regne Unit s'encarrega de la seua protecció, de les relacions exteriors i assumptes de negocis. Aquests territoris no tenen representació directe en el Parlament britànic i han estat rebutjades propostes per a incloure'ls com a part del Regne Unit. El rei Carles III és rei d'aquests territoris, com rei del Regne Unit, a diferència d'en els regnes de la Commonwealth on és rei d'aqueixos mateixos països (és el rei, per exemple, del Canadà o d'Austràlia).
Abans de l'1 de gener de 1983, els territoris es coneixien oficialment com a Colònies de la Corona. moment en què van ser rebatejats com a Territoris dependents britànics. L'any 2002, el Parlament britànic va aprovar la Llei dels territoris britànics d'ultramar de 2002 que va introduir el nom actual de territoris britànics d'ultramar. Això va reclassificar els territoris dependents del Regne Unit com a territoris d'ultramar i, amb l'excepció d'aquelles persones connectades únicament amb les àrees de base sobirana a Xipre, va restaurar la plena ciutadania britànica als seus habitants.
Cada territori té un governador triat pel monarca del Regne Unit, que treballa com a representant del «Govern de Sa Majestat». Els governadors s'encarreguen i tenen el poder de la seguretat en el territori i de la representació entre el territori i el Govern Britànic; també dissolen la legislatura i actuen per a fer complir les lleis, depenent del nivell de poder solen ser més simbòlics o tenen major rellevància. Tots els governadors solen procedir del Regne Unit.
| Escut                                    | Territori                                | Ubicació | Illes | Població                     | Capital                    | Reclamats per        |
| ---------------------------------------- | ---------------------------------------- | --- | --- | ---------------------------- | -------------------------- | -------------------- |
| Anguila                                  | Arxipèlag Anguila                        | Carib | Anguilla, Anguillita, Dog, Little Scrub, Prickly Pear, Sandy (Anguila), Seal i Sombrero                                                              | 12.800 hab. (2002)           | The Valley                 | -                    |
| Illes Bermudes                           | Illes Bermudes                           | Amèrica del Nord, a l'Oceà Atlàntic | Més de 150 illes, les més importants són Main Bermuda o Gran Bermuda, Somerset, Ireland, Saint George, Saint Davids i Boaz                           | 64.482 hab. (2003)           | Hamilton                   | -                    |
| Illes Geòrgia del Sud i Sandwich del Sud | Illes Geòrgia del Sud i Sandwich del Sud | Oceà Atlàntic Sud | Illes Geòrgia del Sud i Sandwich del Sud | 100 hab. (2003)              | Grytviken                  | Argentina            |
| Illes Caiman                             | Illes Caiman                             | Nord-oest de Jamaica, entre l'illa de Cuba i la costa d'Hondures, en aigües del Mar Carib                                                                                     | Principalment tres illes: Grand Caiman, Caiman Brac i Little Caiman                                                                                  | 44.270 hab. (2005)           | George Town                | -                    |
| Illes Malvines                           | Illes Malvines                           | Oceà Atlàntic Sud | Més de 200 illes, les illes més importants són: Gran Malvina i Illa Soledad                                                                          | 2.967 hab. (2005)            | Port Stanley               | Argentina            |
| Illes Pitcairn                           | Illes Pitcairn                           | Oceà Pacífic, a la Polinèsia | Pitcairn, Sandy, Oeno, Henderson i Ducie) | 48 hab. (2003)               | Adamstown (Illes Pitcairn) | -                    |
|                                          | Illes Turks i Caicos                     | Al nord de l'Illa Hispaniola, on es troba Haití i la República Dominicana, en aigües del mar Carib                                                                            | Illes Caicos (Caicos Central, Caicos del Nord, Caicos Meridional i Oriental, Providencials i Caicos Occidental) i Turks (Cayo Sal i Illa Gran Turca) | 19.500 hab. (2003)           | Cockburn Town              | -                    |
| Illes Verges Britàniques                 | Illes Verges Britàniques                 | Canal de Francis Drake, a l'est de Puerto Rico, en aigües del Mar Carib | Més de 50 illes | 21.730 hab. (2002)           | Road Town                  | -                    |
| Gibraltar                                | Gibraltar                                | Al Penyal de Gibraltar, al sud de la península Ibèrica. | - | 27.776 hab. (2005)           | Gibraltar                  | Espanya              |
| Illa de Montserrat                       | Illa de Montserrat                       | Sud-est de l'illa de Puerto Rico, en aigües del Mar Carib | | 9.245 hab. (2004)            | Plymouth                   | -                    |
| Santa Helena                             | Santa Helena                             | Oceà Atlàntic a més de 2.800 km de distància de la costa occidental d'Angola, a l'Àfrica                                                                                      | Més de 30 illes. Les més importants són: Ascensió i Tristan da Cunha                                                                                 | 7.367 hab. (2003)            | Jamestown                  | -                    |
| Territori Antàrtic Britànic              | Territori Antàrtic Britànic              | Abarca totes les terres al sud del paral·lel 60° S, entre el meridià 20° O i 80° O. Les reclama el Regne Unit però actualment estan sota la jurisdicció de les Nacions Unides | | 200 militars i civils (2005) | -                          | Argentina i Xile     |
| Territori Britànic en l'Oceà Índic       | Territori Britànic en l'Oceà Índic       | Oceà Índic, a meitat de camí entre Àfrica i Indonèsia, aproximadament a les coordenades 6°S, 71° 30′ E.                                                                       | 60 | 3.500 hab. i milit. (2005)   | Diego Garcia               | Maurici i Seychelles |